# Les Églises-d'Argenteuil
Les Églises-d'Argenteuil is een gemeente in het Franse departement Charente-Maritime (regio Nouvelle-Aquitaine) en telt 507 inwoners (1999). De plaats maakt deel uit van het arrondissement Saint-Jean-d'Angély.

## Geografie
De oppervlakte van Les Églises-d'Argenteuil bedraagt 14,3 km², de bevolkingsdichtheid is 35,5 inwoners per km².
De onderstaande kaart toont de ligging van Les Églises-d'Argenteuil met de belangrijkste infrastructuur en aangrenzende gemeenten.

## Demografie
Onderstaande figuur toont het verloop van het inwonertal (bron: INSEE-tellingen).